# Ribbhjälm

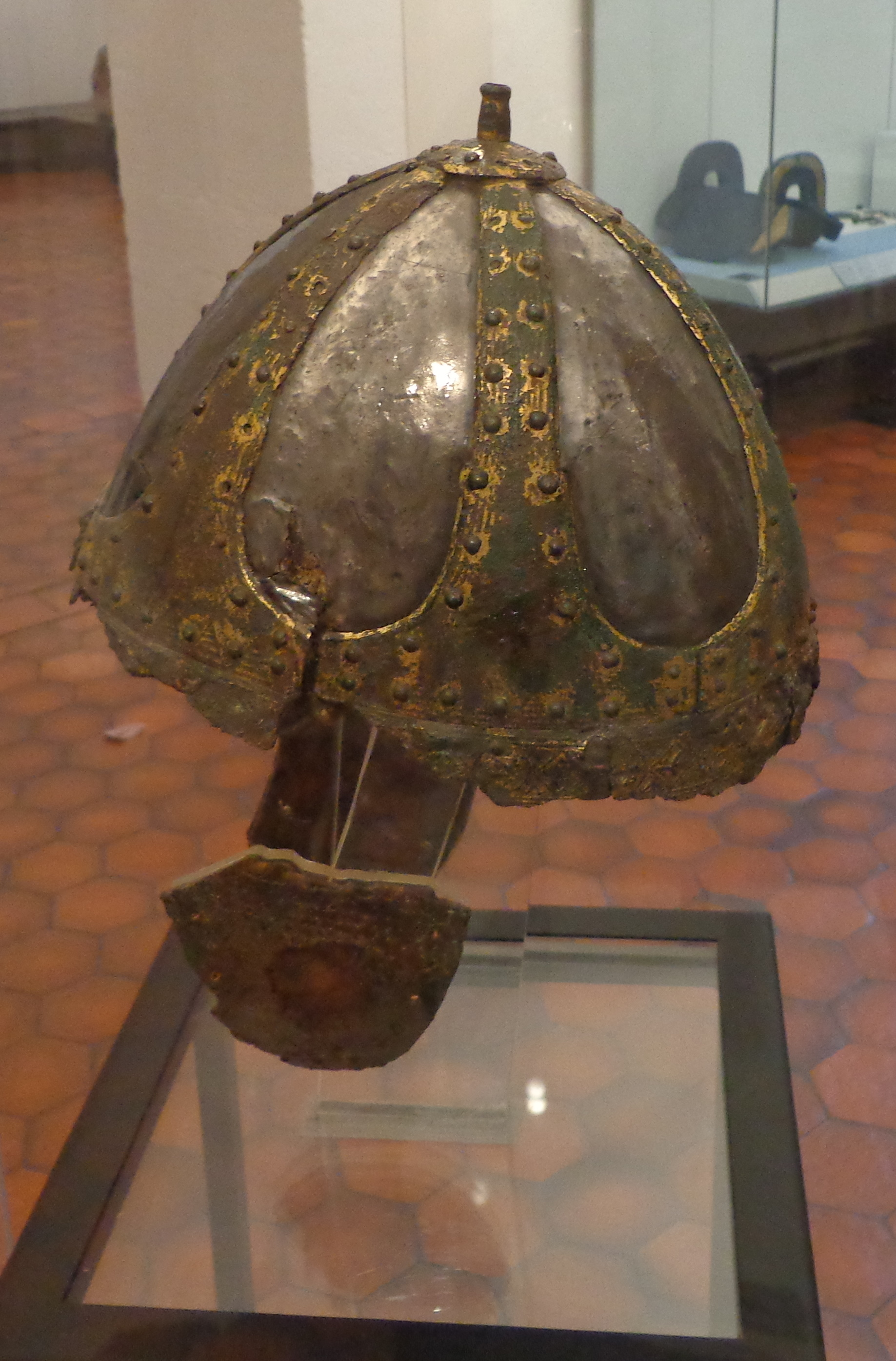
Ribbhjälm.

Ribbhjälm (av tyska: Spangenhelm) är en stridshjälm som var den förhärskande hjälmtypen under tidig medeltid i Europa fram till och med 1200-talet och troligen av orientalisk konstruktion. Den har en stomme som består av en stålring runt pannan och nacken och över hjässan radiellt löpande skenor. En sådan hjälm finns avbildad på Trajanuskolonnen i Rom.  